# Гіброн (Нью-Йорк)
Гіброн (англ. Hebron) — місто (англ. town) в США, в окрузі Вашингтон штату Нью-Йорк. Населення — 1786 осіб (2020).

## Демографія
Згідно з переписом 2010 року, у місті мешкали 1853 особи в 750 домогосподарствах у складі 527 родин. Було 992 помешкання
Расовий склад населення:
| - 96,5 % — білих - 1,2 % — чорних або афроамериканців - 0,3 % — азіатів - 0,1 % — корінних американців |

До двох чи більше рас належало 1,3 %. Частка іспаномовних становила 1,8 % від усіх жителів.
За віковим діапазоном населення розподілялося таким чином: 20,1 % — особи молодші 18 років, 64,1 % — особи у віці 18—64 років, 15,8 % — особи у віці 65 років та старші. Медіана віку мешканця становила 45,0 року. На 100 осіб жіночої статі у місті припадало 104,1 чоловіків;  на 100 жінок у віці від 18 років та старших — 104,1 чоловіків також старших 18 років.
Середній дохід на одне домашнє господарство  становив 61 122 долари США (медіана — 51 510), а середній дохід на одну сім'ю — 70 756 доларів (медіана — 61 450). Медіана доходів становила 47 000 доларів для чоловіків та 39 583 долари для жінок. За межею бідності перебувало 14,0 % осіб, у тому числі 20,5 % дітей у віці до 18 років та 7,5 % осіб у віці 65 років та старших.
Цивільне працевлаштоване населення становило 765 осіб. Основні галузі зайнятості: освіта, охорона здоров'я та соціальна допомога — 22,2 %, виробництво — 12,5 %, роздрібна торгівля — 12,3 %.